# ガーニーフラップ

ガーニーフラップ（赤）の模式図

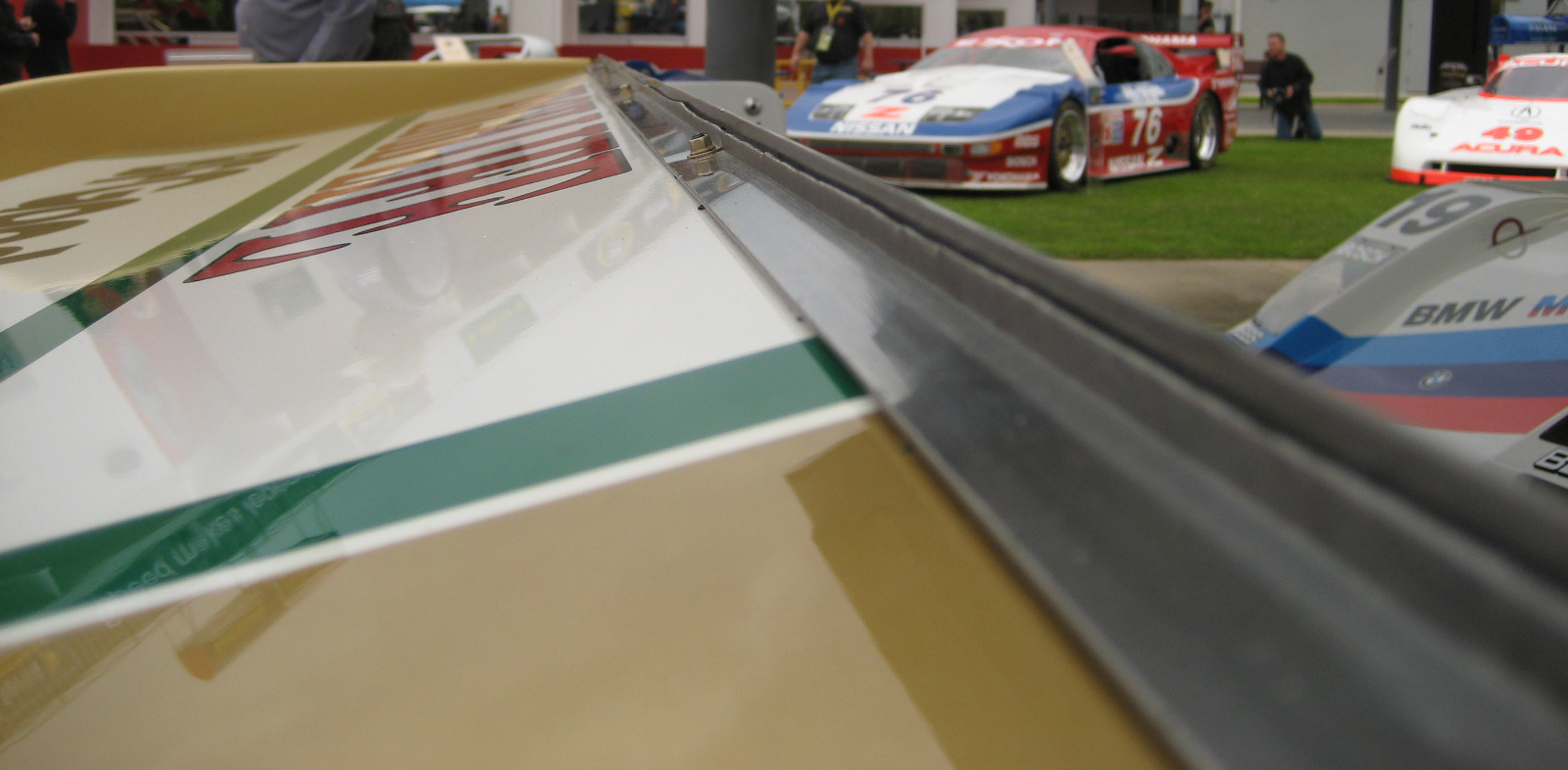
ポルシェ・962のリアウイングに取り付けられたガーニーフラップ

ガーニーフラップ (Gurney flap) とは自動車のエアロパーツのひとつであり、ウイング後端等に垂直に立てられる細い板状のパーツである。その名は往年の名ドライバーである開発者のダン・ガーニーから。別名ウィッカービル(wickerbill)とも呼ばれる。

## 解説
自動車のウイングはダウンフォースを生み出すが、レースのレギュレーションではウイング面積、羽の枚数などが厳密に定められており、ダウンフォースの増大には限界がある。そこで小さな形状変化でより大きなダウンフォースを生み出すために、ウイングの後端をほぼ鉛直に跳ね上げる部品がアメリカのレーシングドライバーであるダン・ガーニーによって生み出された。これがガーニーフラップである。
ガーニーフラップがウイングの上下を流れる気流を受けることでフラップの後ろ側では渦型の気流が発生し、その上下を気流が車両後方に向かい流れていく。これによりもとのウイングよりも一回り大きなものを取り付けた効果が発揮される。
もちろんダウンフォースとともにドラッグ（後方へ向かう抵抗力）も増し、最高速が伸び悩むという欠点があるが、着脱が容易なパーツであるため、テクニカルコースではコーナースピードを重視し取り付け、最高速型サーキットでは取り外してストレートの速さを重視する、とセッティングの容易さも普及に一役買っている。
また、レース中にダウンフォース量を調節したい場合も有用である。スタート時に路面が濡れていてもレース中乾いていくことが予想される場合、ガーニーフラップを装着してスタートし、タイヤ交換や燃料再給油のためピットインした際、ピットクルーがフラップを引き剥がしてダウンフォースを減らすという策が採られる。
ヘリコプターの水平安定板にも使われていて左右につける場合もある。翼面積増大の効果により翼の軽量化をする。シングルロータ型などでは、前進飛行時の横の推力を生み出しテールロータの助ける役目をしている。
ホームセンター等で売られているL字型の金具をウイングに合わせ曲げるなどの加工をするだけで作れるため、草レースなどでも見る機会が多い。